# 磯上通
磯上通（いそがみどおり）は兵庫県神戸市中央区の町名。現行行政地名は磯上通一丁目から磯上通八丁目。郵便番号651-0086。

## 地理
旧葺合区南西部にある商業地域で、事務所ビルが立ち並ぶ。東は生田川を挟み（御幸橋で接続）真砂通、南は八幡通、西はフラワーロードを挟み加納町、北は御幸通。東から順に一～八丁目が設置されている。
『角川日本地名大辞典』によれば、一丁目に生田川公園、二丁目に市簡易宿泊所磯上荘、三丁目に神戸市交通局三宮操作場、四丁目に市都市計画局区画整理部測量事務所、八丁目に三和銀行神戸支店・明治生命ビル（デンマーク王国名誉領事館）があるという。六丁目と七丁目の間を神戸新交通ポートアイランド線が走る。

## 歴史
埋め立てによって遠のいたがかつてはこの辺りは海岸線に近かった。町名がついたのは明治32年（1899年）の事で区制施行までは「葺合」を冠称して葺合磯上通と呼ばれていた。また『西摂大観』によれば、旧字名・磯ノ上から「磯ノ上通」とも呼ばれていたという。

### 地名の由来
旧字「磯ノ上」に因んで命名された。

### 沿革
- 大正12年（1923年）、渡辺幸一郎の私塾が新港女子商科学校と改称。
- 大正15年（1926年）、新港女子商科学校が神仙寺通三丁目へ移転。
- 昭和49年（1971年）、一部が八幡通一～四丁目・浜辺通一～六丁目・小野浜町となり、八幡通一～五丁目の一部を編入。

## 人口統計
- 平成17年国勢調査（2005年10月1日現在）での世帯数336、人口446、うち男性267人、女性179人[2]。
- 昭和63年（1988年）の世帯数221・人口377[1]
- 昭和35年（1960年）の世帯数52・人口383[1]
- 大正9年（1920年）の世帯数726・人口3,390[1]

## 交通

### 鉄道
- 神戸市営地下鉄海岸線
  - 三宮・花時計前駅- (三宮町)

### バス
神戸市バスが通っている
| 系統番号 | 起点   | 町内の停留所               | 終点   |
| -------- | ------ | -------------------------- | ------ |
| 66       | (環状) | (磯辺通)-市役所前-(加納町) | 病院前 |